# Épargne
Pour la commune du département de la Charente-Maritime, voir Épargnes.
L'épargne est la partie du revenu qui — pendant une période donnée — n'est pas dépensée. Cette somme d'argent n'est pas détruite immédiatement par une dépense de consommation et peut être conservée sous forme liquide (constitution d'encaisses ou de réserves motivées par une recherche de précaution ou l'échéance d'une dépense importante à venir), ou être réinvestie dans le circuit économique sous la forme d'un placement ou d'un investissement.
Tous les agents économiques devraient épargner. Les ménages (en fonction de leurs ressources et de leurs charges), les entreprises (autofinancement), ainsi que l'État, selon son excédent budgétaire et en fonction de l'excédent de sa balance des paiements courants. 
La notion d'épargne cache des discordes théoriques relatives aux déterminants de l'épargne, aux conséquences de l'épargne sur l'économie globale et même aux différentes façons de mesurer l'épargne.
La Journée mondiale de l'épargne se tient chaque 31 octobre, depuis 1924.

## Formes de l'épargne

### Épargne «classique»
L'argent épargné est placé sous forme :
- d'épargne dite « liquide », qui reste disponible sous forme liquide et immédiatement accessible. Historiquement en espèces (pièces, billets, or…), appelé familièrement un « bas de laine » [1], l'épargne liquide est de nos jours déposée en banque sur des comptes d'épargne sur lesquels l'argent peut être déposé et retiré à tout moment (comme en France le livret A et le livret jeune notamment). Cette forme d'épargne est également appelée épargne thésaurisée[2]. On parle alors d'encaisses de précaution, ou de thésaurisation. Il faut noter que ce type d'épargne est inexistant dans le modèle du circuit économique qui schématise l'économie nationale en macro-économie car non placée ;
- d'épargne investie, affectée à des plans d'épargne, contrats d'assurance-vie, valeurs mobilières (appelée épargne placée)[2], REER, CELI, plans d'épargne en actions ou investissements (dans des moyens de production, l'immobilier…).

L'argent épargné dans une banque ou investi est généralement assorti d'un intérêt, c'est-à-dire un gain d'une certaine somme allouée à l'épargne qui varie selon le type de placement effectué, la fiscalité et le niveau de risque du placement.

### Épargne collective
Les cotisations sociales sont prélevées en vue de la retraite de base par la sécurité sociale. En l'absence ou en cas d'insuffisance de ce dispositif, les ménages sont contraints d'épargner davantage à titre individuel[réf. souhaitée].

### Épargne solidaire
Plusieurs possibilités s'ouvrent aux épargnants qui souhaitent faire fructifier leurs économies tout en soutenant l'accès à l'emploi et au logement pour des personnes en difficulté, ou des activités écologiques, ou l'entrepreneuriat dans les pays en développement :
- souscrire dans une banque ou une mutuelle d'assurance un produit de partage (de type livret d'épargne solidaire, OPCVM solidaire) ou un produit d'investissement solidaire (de type FCP, SICAV…), labellisé par Fair ;
- placer ses économies sur un plan d'épargne d'entreprise en souscrivant un fonds solidaire ;
- souscrire au capital d'une entreprise solidaire qui exerce une activité à forte utilité sociale et environnementale, non délocalisable et qui réinvestit la majorité de ses bénéfices dans la perspective de son développement (article détaillé : Investissement à impact social).

Il existe aussi des clubs d'épargnants solidaires, comme les CIGALES, dans lesquels des épargnants prêtent une partie de leur épargne à des porteurs de projet répondant à des critères sociaux ou environnementaux.

## Collecte de l'épargne
L'épargne privée peut être collectée de différentes manières et ainsi recevoir divers emplois :

### Sous forme d'épargne liquide
L'épargne est utilisée pour constituer des encaisses monétaires ou quasi-monétaires ou vers des emplois orientés à court terme. Dans cette catégorie on relève :
- l’accroissement des dépôts bancaires à terme, des bons de caisse, ou de comptes spécifiques donnant lieu à la délivrance de livrets ;
- l’accroissement des fonds gérés par les Caisses d'Épargne ou souscription aux bons de la Caisse nationale de Crédit Agricole ;
- la souscription aux bons du Trésor selon des formules prévues pour les particuliers.

L'affectation de l'épargne à des emplois de court terme accroît le degré de liquidité de l'économie et peut éventuellement alimenter des tensions inflationnistes.

### Sous forme de placements sur le marché financier
Ce type traditionnel d'épargne consiste à investir en valeurs mobilières à revenu fixe (obligations, OAT…) ou à revenu variable (actions…) émises par l'État ou des entreprises nationales ou étrangères.

### Sous forme d'épargne contractuelle
Dans ce cadre, l'épargne est orientée vers des formules contractuelles d'assurance-vie, de fonds de pension ou de retraites.

## Les déterminants de l'épargne
La question des déterminants acheminant l'épargne fait apparaître une différence fondamentale entre l'approche néoclassique et l'approche keynésienne des comportements économiques. Alors que pour les économistes néoclassiques, l'épargne est déterminée par le taux d'intérêt réel, pour Keynes et pour les économistes qui s'en réclament, l'épargne dépend uniquement du revenu, le taux d'intérêt ne déterminant que la forme de l'épargne (soit de l'épargne thésaurisée soit de l'épargne financière).

### L'approche néoclassique des déterminants de l'épargne
Pour les économistes néoclassiques, l'épargne -censée être investie- est une consommation différée dans le temps. L'épargne désigne donc tout comportement de renoncement à une consommation immédiate et ce, dans l'espoir d'obtenir un meilleur rendement futur et par suite une meilleure consommation future. « L'arbitrage entre consommation immédiate et consommation future est donc déterminé par l'évolution prévisible du revenu durant la vie de l'individu, par son degré de préférence pour le présent et par le niveau du taux d'intérêt ».
Selon le raisonnement néoclassique, l'épargne précède la consommation. L'agent économique qui cherche à maximiser son utilité vérifie ce que peut lui rapporter l'épargne en fonction du niveau du taux d'intérêt. Si celui-ci est élevé, l'agent sera incité à épargner pour s'assurer des revenus plus importants dans l'avenir. Lorsque le taux d'intérêt est faible, l'agent a tendance à peu épargner : l'épargne ne lui rapportera que peu de revenus dans l'avenir.

### L'approche keynésienne des déterminants de l'épargne
L'approche keynésienne du comportement d'épargne est tout autre : ici c'est la consommation qui précède l'épargne. Le niveau d'épargne est un résidu qui est déterminé non pas par le taux d'intérêt mais par le niveau de revenu de l'agent. Celui-ci consomme d'abord et attribue le reste de son revenu (celui qui n'a pas été consommé) à l'épargne ou à la thésaurisation en fonction du taux d'intérêt i. Si le taux d'intérêt i est élevé, alors l'individu est amené à réduire sa préférence pour la liquidité et augmenter sa préférence pour l'épargne. Par contre si le taux d'intérêt est faible, il penchera en faveur de la liquidité qui peut être utilisée à des fins de consommation, de précaution, voire de la thésaurisation.

### Lathéorie du revenu permanentet l'approche friedmanienne
Il existe un certain décalage entre la théorie néoclassique et la réalité. Pour cette raison, Milton Friedman en propose une nouvelle formulation dans le but d'améliorer la compréhension du partage entre consommation et épargne, fondé sur les limites du raisonnement keynésien observé à long terme.
La théorie du revenu permanent de Friedman établit la consommation en fonction du revenu annuel moyen estimé par le ménage. Ce dernier l'estime à partir de ses anticipations (revenus à venir, éducation, etc.). Ainsi, les variations du revenu est un support d'adaptation progressif de la consommation.
Tentant de critiquer l'efficacité des politiques keynésiennes, Milton Friedman affirme que la consommation transitoire, c'est-à-dire à court terme, ne peut être anticipée car elle résulterait de la psychologie et des émotions plus que du revenu transitoire, ainsi l'on ne peut savoir si les ménages iront consommer ou épargner leurs revenus gagnés exceptionnellement.

### Autres déterminants de l'épargne

#### Théorie de l'épargne selon Modigliani
L'économiste italien Franco Modigliani est l'un des tenants de la théorie de l'épargne qui relativise les déterminants mis en avant par les néoclassiques (le taux d'intérêt) ou les keynésiens (le revenu) au profit d'une explication par l'âge des individus, considération qui aboutit à distinguer trois grandes périodes dans le cycle de vie de l'individu : celle de la jeunesse où l'on emprunte et consomme l'épargne d'autrui, celle de la vie active où l'on a plutôt tendance à épargner, et celle - depuis la retraite jusqu'au décès - où la personne « désépargne ». Dans cette perspective, le taux moyen d'épargne d'une économie serait davantage conditionné par sa structure démographique, soit l'âge moyen de sa population.

#### Épargne et effet de démonstration selon Duesenberry
Il résulte du désir d'émulation sociale - selon l'effet de démonstration illustré par l'économiste Duesenberry - que le montant d'épargne réalisé par une personne est influencé non seulement par le niveau absolu de son revenu, mais aussi par le rapport de son revenu au niveau supérieur de revenu des autres personnes avec lesquelles elle vit : Au contact de biens supérieurs ou de niveaux plus élevés de consommation, de nouveaux désirs de consommation apparaissent chez les individus qui les conduisent à forcer leur consommation et par voie de conséquence à réduire leur effort d'épargne.

#### L'épargne et le patrimoine
La compréhension de l'effort d'épargne doit être également complétée par la prise en compte des mécanismes de constitution, d'héritage et de transmission des patrimoines créés, légués ou reçus par les personnes. 

### Les déterminants de l'épargne dans lespays du Sud[6]
Bien que la quantité épargnée du revenu national dans les pays du Sud (qui peut être inférieure à 5 %) est très inférieure à celle des pays développés (où l'épargne est généralement comprise entre le dixième et le cinquième de ce revenu), il n'en est pas moins vrai qu'elle n'est pas dirigée vers les investissements productifs (qui créent de la croissance économique et de l'emploi). Ses principaux déterminants sont au nombre de trois. Premièrement, elle est affectée à l'achat d'or et de bijoux importés (dont la quantité achetée augmente lors des périodes d'inflation ; ces produits deviennent, en effet, aux yeux des épargnants, des " valeurs refuges " qui leur offrent plus de sécurité), ce qui a pour inconvénient principal la sortie de devises qui ont (bien qu'elles existent déjà en quantité insuffisante) une utilité tellement grande qu'elles peuvent servir à importer d'autres produits, servant à satisfaire des besoins plus nécessaires et plus urgents, tels que le blé, le textile, les produits de propreté ou les antibiotiques. Deuxièmement, la plupart des ménages, parvenant à épargner, préfèrent utiliser leur épargne sous forme d'acquisition de produits fonciers et notamment de construction ou d'achat de maisons, parfois luxueuses et donc  coûteuses. Troisièmement, les personnes fortunées préfèrent placer les sommes qu'elles épargnent dans les grandes banques étrangères notamment en Suisse et aux États-Unis privant ainsi leurs concitoyens d'occasions précieuses en matière de baisse de chômage .

## La sécurité de l'épargne
En cas de faillite d'une banque, pour cause de crise économique ou de mauvaise gestion, la totalité de l'épargne des épargnants n'est pas garantie. Mais il existe dans certains pays, et dans certaines banques, un fonds de garantie des dépôts.
En France, cette garantie est de 100 000 euros, tous avoirs confondus dans la banque.
En Belgique, elle est de 100 000 euros, tous avoirs confondus dans la banque.
En Suisse, elle est de 100 000 francs suisse, tous avoirs confondus dans la banque.
De ce fait, en cas d'épargne supérieure au fonds de garantie, un épargnant devrait déposer son épargne dans plusieurs banques pour avoir plus de garantie de récupérer son épargne.
Il existe également des fraudes, comme le système de Ponzi, qui peuvent également faire perdre de l'argent aux épargnants. Un taux d'intérêt anormalement élevé, par rapport au marché, est un signe de risque sur la viabilité du placement.

## Les conséquences de l'épargne sur l'économie
L'épargne n'est pas économiquement neutre. Elle contribue à la croissance économique de manière positive ou négative. Un équilibre de l'épargne doit être trouvé : si elle est insuffisante, elle réduit l'investissement, si elle est en excès, elle comprime la consommation.
Les Classiques se montrent favorable à une accumulation de l'épargne en ce qu'elle peut être canalisée vers l'investissement et ainsi stimuler la croissance économique. Cela provoque des réactions parmi les économistes qui remarquent qu'un excès d'épargne de la part des ménages réduit la consommation. Thomas Malthus écrit dès le XVIIIe siècle que « si la transformation du revenu en capital, poussée au-delà d’un certain point, diminue la demande effective pour les produits et laisse la classe ouvrière sans ouvrages […] [alors] les habitudes de parcimonie peuvent causer un déclin sensible et permanent dans la richesse et la population ».
La propension des agents économiques à épargner a aussi une incidence sur le multiplicateur keynésien. Il dépend du rapport établi par les opérateurs pour le partage de leurs revenus entre consommation et épargne. Une propension marginale à épargner élevée réduit le multiplicateur, et, donc, l'efficacité de la dépense publique.
L'Europe et la France sont aujourd'hui victimes d'une situation paradoxale où l'épargne est abondante, mais où la région est en situation chronique de sous-investissement. La Banque européenne d'investissement fait remarquer en 2018 qu'il y a un excès d’épargne d’environ 340 milliards d'euros dans la zone euro. L'enjeu de la zone est ainsi non pas d'augmenter l'épargne disponible, mais de mieux la canaliser vers des projets productifs.

## Mesure de l'épargne

### Montant de l’épargne
L'Insee a calculé que le patrimoine net accumulé par les ménages français pesait fin 2011 un peu plus de 10 300 milliards d'euros, ce qui équivaut à plus de huit années de leurs revenus. Cette épargne est investie aux deux tiers dans des actifs dits non financiers, essentiellement la pierre. Le solde est l'épargne dite financière : livrets, plans d'épargne en tout genre, dépôts, portefeuilles d'actions ou obligations, ou encore contrats d'assurance vie.
En France, au premier trimestre 2014, le total des placements financiers atteignait 4 075,2 milliards d'euros contre 3 854,2 milliards d'euros un an plus tôt.
Toujours en France le marché de l’assurance-vie représente 40 % de l'épargne, pour un encours de 1656 milliards d’euros à fin juin 2017.

### Définition du taux d'épargne
Le taux d'épargne est le rapport entre le montant de l’épargne et le revenu disponible brut (RDB).
{\displaystyle {\text{Taux}}={\frac {\text{epargne}}{\text{montant du revenu brut disponible}}}} X 100
Cette formule s'applique pour n'importe quel exemple.

### Taux d'épargne par pays
En France, le taux d’épargne des ménages a baissé entre 1980 et 1988, puis après être remonté jusqu’à 15 % en 1992, il est resté stable jusqu'aux débuts de la crise sanitaire. Cette dernière induit une nette augmentation du taux d'épargne français, lequel atteint 20,9% en 2020 contre 15,1% en 2018. Malgré un reflux depuis 2020, le taux d'épargne demeure actuellement nettement supérieur à cette valeur historique de 15 % (18% en 2021).

### Propension moyenne et marginale à épargner
La propension moyenne à épargner correspond au taux d'épargne. La propension marginale à épargner mesure la variation d'épargne (ΔE) générée par une variation de revenu (ΔR). Plus on devient riche, plus la part relative de l'épargne a tendance à s'accroitre au détriment de celle de la consommation.

## Sociologie de l'épargne en France
Selon une étude réalisée par le CREDOC en 2010, le poids des seniors (plus de 50 ans) devrait dépasser la moitié des dépenses de consommation d'ici 2015. En France, les ménages de retraités vivant en couple ont le taux d'épargne le plus élevé (28 %) comparé à une moyenne nationale de 15 % ; les 79 ans et plus vivant seuls ont un taux d'épargne de 24,6 %.
En 2020, la crise sanitaire de Covid-19 et les deux confinements successifs ont conduit à l'augmentation de l'épargne moyenne des Français de 2 000 euros par habitant, soit une augmentation totale de 56 milliards d'euros, ou 8,5 %.